# Serove
Serove (en (ucraïnès): Сєрове, en rus: Серово) és un poble de la República Autònoma de Crimea, a Ucraïna, que el 2014 tenia 113 habitants. Pertany al districte de Nijnegorski. Fins al 1948 la vila es deia Eixkené.